# HD 148604
HD 148604，又名BD-14 4433，SAO 159948、HR 6140，是一颗恒星，视星等为5.68，位于銀經1.65，銀緯22.62，其B1900.0坐标为赤經16h 24m 7.7s，赤緯-14° 22.62′ 53″。